# Levaneva
Levaneva är en sumpmark i Finland. Den ligger i Laihela i landskapet Österbotten, i den sydvästra delen av landet, 300 km nordväst om huvudstaden Helsingfors.